# Gonomyia spiniterga
Gonomyia spiniterga är en tvåvingeart som beskrevs av Alexander 1948. Gonomyia spiniterga ingår i släktet Gonomyia och familjen småharkrankar. Inga underarter finns listade i Catalogue of Life.